# Girolata (navire)
Pour les articles homonymes, voir Girolata (homonymie).
Le Girolata est un navire mixte appartenant à La Méridionale. Construit en 1994 aux chantiers suédois Shipyard Brucen puis achevé entre décembre 1994 et juin 1995 aux chantiers norvégiens Fosen Mekaniske Verksteder, il portait à l'origine le nom d‘Aretousa (en grec : Αρετούσα, Aretoúsa). Il commence son service en juillet 1995 sur les lignes de la compagnie grecque Minoan Lines entre la Grèce et l'Italie. Vendu en 2002 à la Compagnie méridionale de navigation (CMN), il est mis en service sur les lignes de la délégation de service public (DSP) entre Marseille et la Corse sous le nom de Girolata, en référence au célèbre hameau touristique de la Corse-du-Sud, sur la commune d'Osani. Son affectation change toutefois fin 2019 en raison de l'éviction partielle de La Méridionale de la DSP à compter de cette date. Employé dans un premier temps entre l'Italie continentale et la Sicile sous affrètement par la compagnie italienne Grandi Navi Veloci de janvier à octobre 2020, il est ensuite transféré à partir du mois de décembre sur la nouvelle liaison de La Méridionale entre la France et le Maroc. De retour sur les lignes de la DSP entre Marseille et la Corse depuis mars 2023, il dessert à présent Porto-Vecchio.

## Histoire

### Origines et construction
En 1993, Superfast Ferries, compagnie grecque nouvellement créée, annonce la mise en service prochaine d'une paire de navires neufs destinés à assurer la desserte des lignes entre la Grèce et l'Italie à la vitesse exceptionnelle de 27 nœuds. Prévus pour surpasser en taille et en qualité ses concurrents, une émulation commence alors à se créer entre les différents transporteurs de la mer Adriatique. C'est dans ce contexte que la compagnie Minoan Lines décide de la construction d'une unité neuve présentant des caractéristiques similaires.
Conçu pour mesurer 177 mètres de long et jauger 28 000 UMS, le futur Aretousa surpasse ainsi ses concurrents sur le plan de la taille. Sa vitesse est néanmoins arrêtée à 23 nœuds, Minoan Lines préférant miser sur la qualité des prestations offertes. De plus, aucun sister-ship n'étant prévu, une vitesse trop élevée créerait un décalage entre la nouvelle unité et la flotte actuelle de l'armateur. C'est dans cette optique que les installations dédiées aux passagers, dont la capacité est arrêtée à 1 500, vont être conçues pour être le plus confortable possible avec notamment un grand bar central, deux espaces de restauration à l'avant et même un bar-piscine à l'arrière. En raison de la situation délicate se jouant en Yougoslavie à cette époque, la demande du fret roulant sur les lignes maritimes explose, c'est pourquoi le garage du navire est étudié pour transporter une quantité élevée de remorques avec 1 970 mètres linéaires, soit une capacité de 140 remorques ainsi que 200 véhicules particuliers.
Le navire est mis sur cale le 29 mai 1994 aux chantiers Bruce Shipyard de Landskrona en Suède. Lancé le 15 décembre suivant, il est ensuite remorqué aux chantiers Fosen Mekaniske Verksted à Rissa en Norvège où s'effectuent les finitions. L‘Aretousa est livré le 9 juin 1995 à Minoan Lines.

### Service

#### Minoan Lines (1995-2002)
Après avoir quitté la Norvège pour rejoindre la Grèce, l‘Aretousa est mis en service le 9 juillet 1995 entre la Grèce et l'Italie sur la ligne Patras - Ancône.
Dès le début de son exploitation, les performances du navire se révèlent décevantes, notamment en raison de sa vitesse inférieure à celle de ses concurrents de chez Superfast Ferries, tous deux mis en service la même année que l‘Aretousa, et dont la vitesse de 27 nœuds, réduisant le temps de traversée d'une quinzaine d'heures, contribue grandement à leur succès. Minoan Lines décide alors de la construction de deux nouveaux navires dérivés de l‘Aretousa prévus pour être plus rapides. Ainsi, en prévision de la mise en service du Pasiphae, l‘Aretousa est transféré entre Patras, Igoumenitsa, Corfou et Venise à compter du 14 janvier 1998.
Le 6 juin 2001, il est victime d'une importante avarie au niveau de ses machines au large des Pouilles. Remorqué à Manfredonia, il est rejoint par le Pasiphae, dérouté afin de prendre en charge ses passagers. L‘Aretousa est ensuite remorqué jusqu'au Pirée où il est réparé avant de reprendre son service le 26 juin.
Au début des années 2000, Minoan Lines se lance dans un important programme de renouvellement de sa flotte afin de faire face à la concurrence agressive que lui mène Superfast. L‘Aretousa est ainsi supplanté par des unités plus performantes à partir de 2001. Retiré du service, il est vendu en 2002 à la Compagnie méridionale de navigation pour 61 millions d'euros.

#### La Méridionale (depuis 2002)
Livré à la CMN le 18 janvier 2002, le navire quitte ce même jour la Grèce pour rejoindre la France sous le nom de Girolata. Arrivé à Marseille le 20 janvier, il est transformé entre février et mars pour être adapté aux lignes de la délégation de service public entre le continent et la Corse. Sa capacité est ainsi abaissée à 816 passagers et ses aménagements connaissent quelques modifications, notamment la piscine extérieure qui est supprimée. Il est également repeint avec la livrée de la compagnie avec la coque grise et la cheminée jaune avec une bande blanche intégrant le logo CMN.
Son acquisition intervient dans le contexte de la mise en place de la délégation de service public (DSP) pour le transport subventionné du fret et des passagers entre Marseille et la Corse, attribuée en 2001 à La Méridionale et la SNCM. Afin de faire face à l'augmentation constante du trafic fret mais également de renouveler l'outil naval, les deux armateurs ont ainsi tous deux renforcé leurs flottes, la SNCM en commandant un navire neuf et La Méridionale en alignant le Girolata en remplacement du Santa Regina sur la desserte alternative de Bastia et d'Ajaccio. Malgré une capacité de roulage inférieure à celle du Kalliste, le navire bénéficie toutefois d'un atout avec sa vitesse de 23 nœuds. Ses installations variées et de qualité en font à cette époque le cargo mixte le plus confortable jamais aligné sur la Corse mais aussi celui proposant la plus importante capacité passagère.
Le Girolata commence son exploitation commerciale le 11 mars 2002 entre Marseille et Bastia. Affecté alternativement sur Ajaccio et Bastia dans un premier temps, il sera finalement dévolu à la ligne d'Ajaccio.

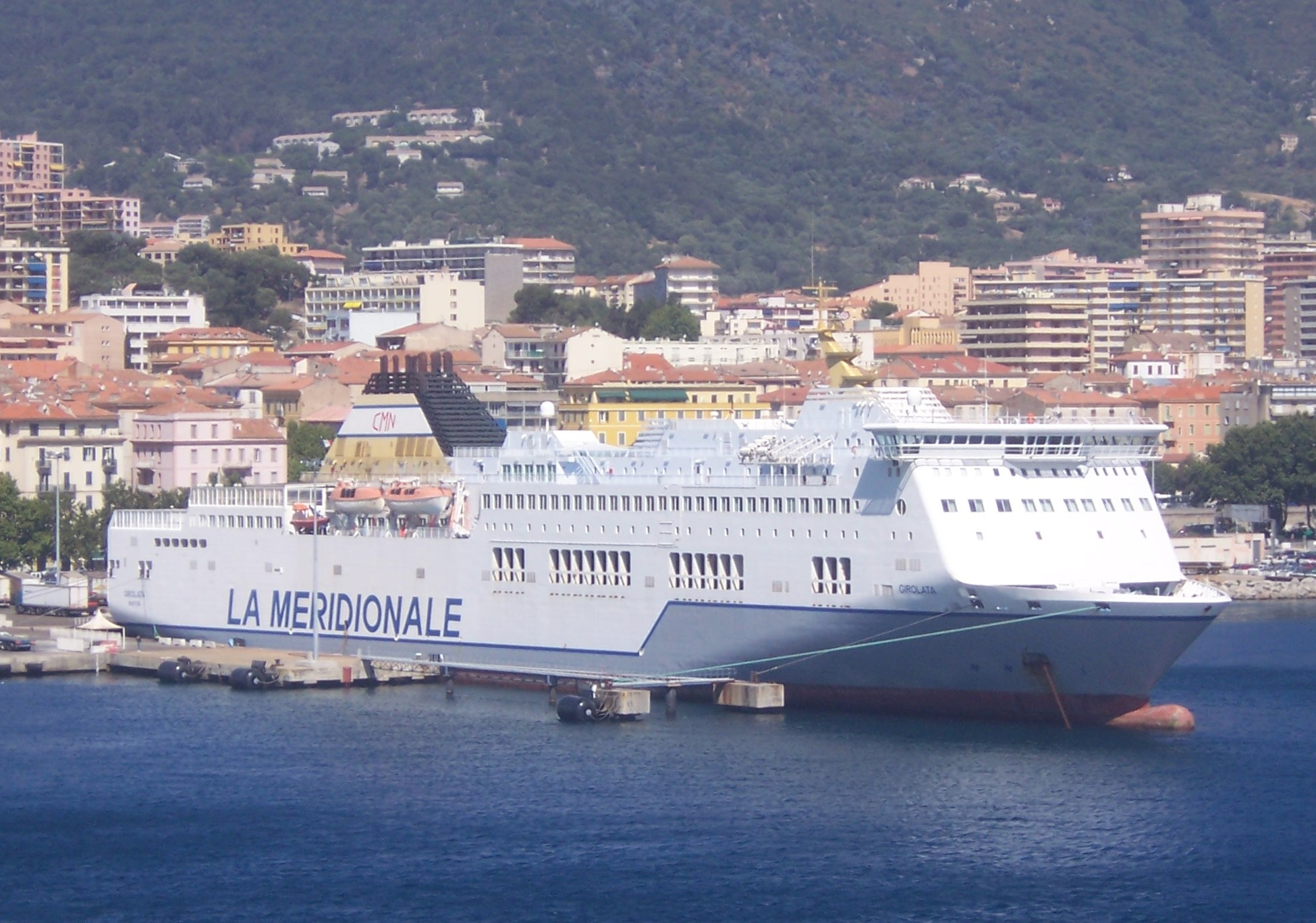
Le Girolata à Ajaccio en août 2006.

En 2010, lors de son arrêt technique, le navire est partiellement repeint aux nouvelles couleurs de La Méridionale en prévision de l'arrivée du Piana. Sa cheminée est repeinte en bleu et les anciens logos de la compagnie sont remplacés par les nouvelles versions. Le bas de la coque demeure gris dans un premier temps avant d'être décoré en 2011 d'une livrée à dominante bleu clair.
Le matin du 26 août 2011, alors qu'il effectue sa manœuvre d'accostage à Marseille, le Girolata heurte sur son extrémité bâbord arrière le ferry Napoléon Bonaparte de la SNCM qui accostait lui aussi à proximité. Le choc n'occasionne toutefois que peu de dégâts qui se limitent à une tôle froissée sur le navire mixte et une embarcation de sauvetage détruite sur le cruise-ferry.
Le 16 octobre 2015, le navire se voit temporairement retirer son autorisation de transporter des passagers à la suite d'une inspection de la société de classification Bureau Veritas ayant décelé une panne des propulseurs d'étrave. Le Girolata poursuit toutefois ses traversées en ne transportant uniquement que du fret avant que ses propulseurs ne soient réparés le 19 octobre,.

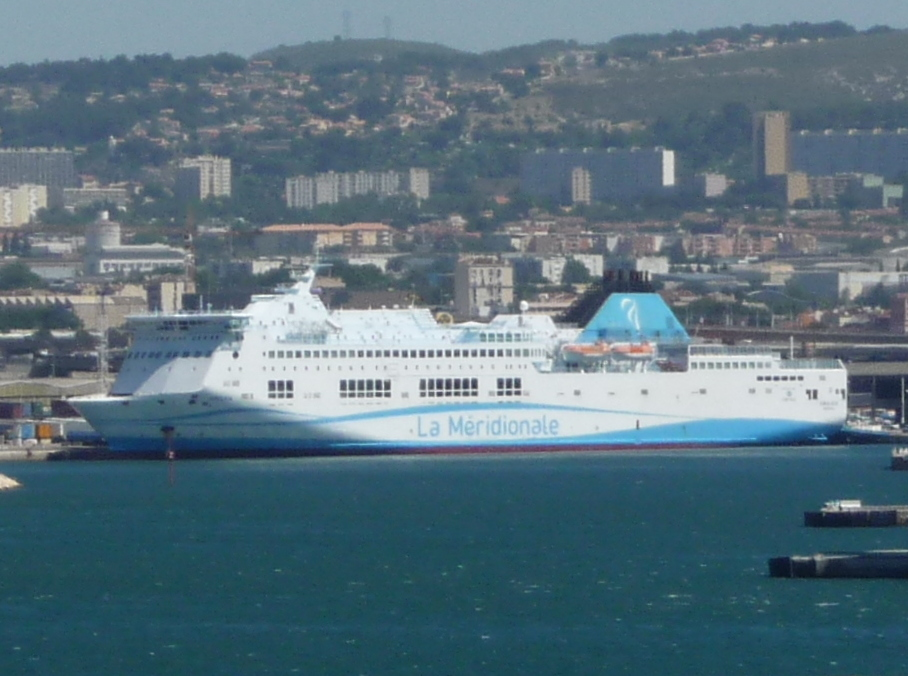
Le Girolata à quai à Marseille en 2011.

Durant son arrêt technique effectué à Marseille du 21 novembre au 4 décembre 2016, le navire mixte se voit paré de la nouvelle livrée de La Méridionale, inspirée de la précédente mais avec des effets visuels plus marqués avec notamment ses deux tons de bleu plus foncés et des bandes de même couleur bordant les hublots des ponts 8 et 9. Les aménagements intérieurs sont rénovés avec l'ajout de nouvelles moquettes et 70 cabines sont entièrement refaites.
Au cours de son arrêt technique suivant, effectué cette fois-ci à Santander en Espagne au début de l'année 2018, les ouvertures latérales servant à la ventilation du pont-garage supérieur sont condamnées, mettant fin aux problèmes d'infiltrations d'eau par mauvais temps. L'occultation de ces ouvertures entraîne par conséquent l'installation d'un nouveau système de ventilation interne,.
Le 1er octobre 2019, La Méridionale est partiellement évincée du nouveau contrat de la DSP au profit de son ancienne partenaire Corsica Linea. Reléguée à la desserte des port secondaire de la Corse-du-Sud, La Méridionale se voit contrainte de ne faire naviguer que deux navires sur trois. Le Girolata est donc affrété en janvier 2020 par la compagnie italienne Grandi Navi Veloci pour une durée d'un an. Le navire mixte commence ses rotations entre l'Italie continentale et la Sicile le 3 janvier sous pavillon français avec un équipage corse à son bord. Il remplace le ferry grec Kriti I dont le contrat d'affrètement s'est achevé en octobre 2019.

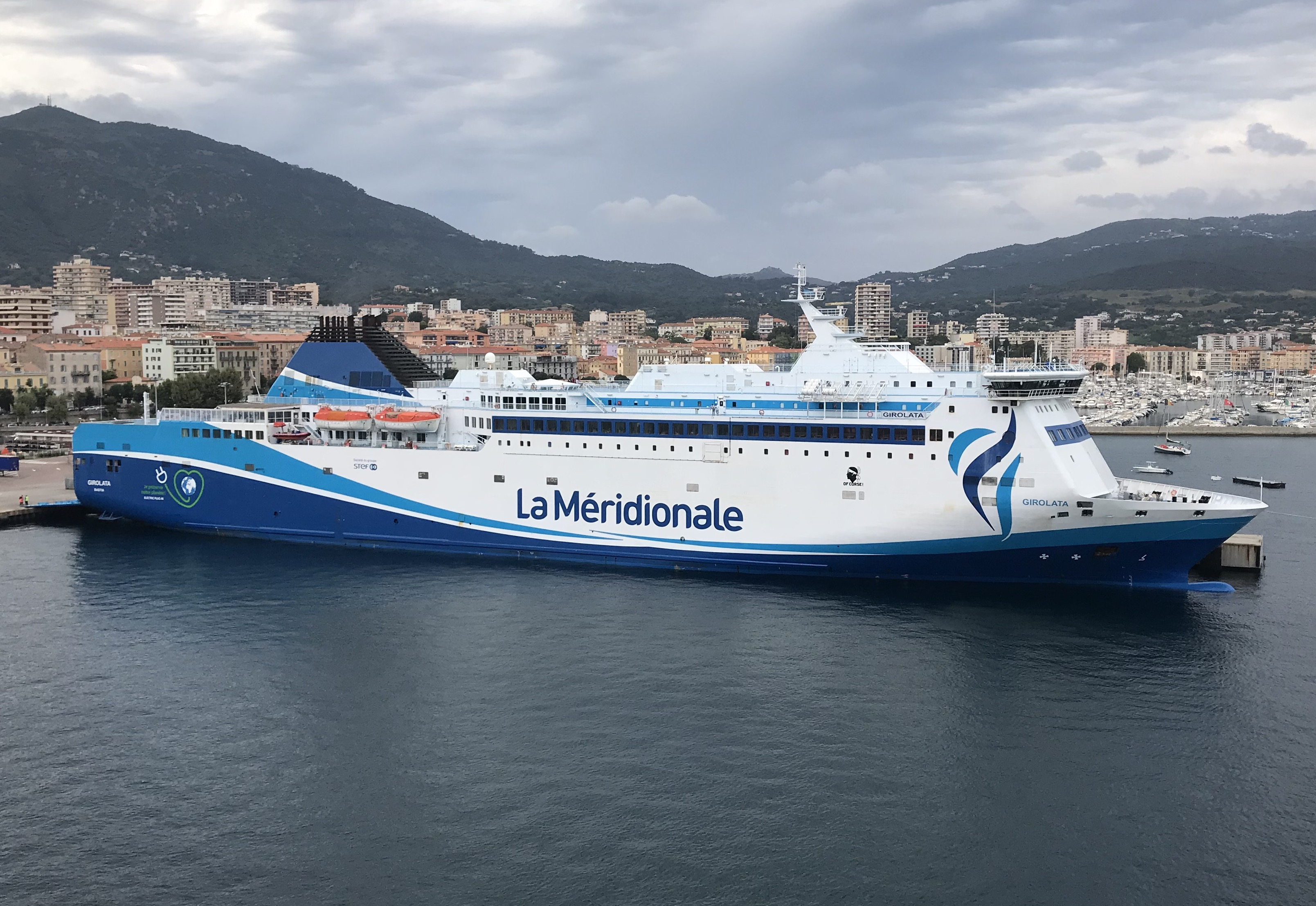
Le Girolata à Ajaccio en juillet 2018.

Son exploitation est toutefois interrompue au mois de mars en raison des restrictions exceptionnelles du transport des passagers dues à l'épidémie de Covid-19 touchant l'Italie. Le Girolata rejoint donc Marseille le 26 mars afin d'y être désarmé dans l'attente de la reprise de ses activités.
Entre le 27 et le 29 mai, il effectue une traversée entre Tanger et Marseille afin de rapatrier 500 ressortissants français bloqués au Maroc en raison de l'épidémie. Il réalise dans ce cadre un second voyage du 3 au 5 juin entre Nador et Marseille. Devant le rétablissement progressif de la situation, le Girolata regagne l'Italie le 15 juin et reprend ses traversées avec la Sicile le lendemain. Durant l'été 2020, il navigue principalement entre Naples et Palerme.

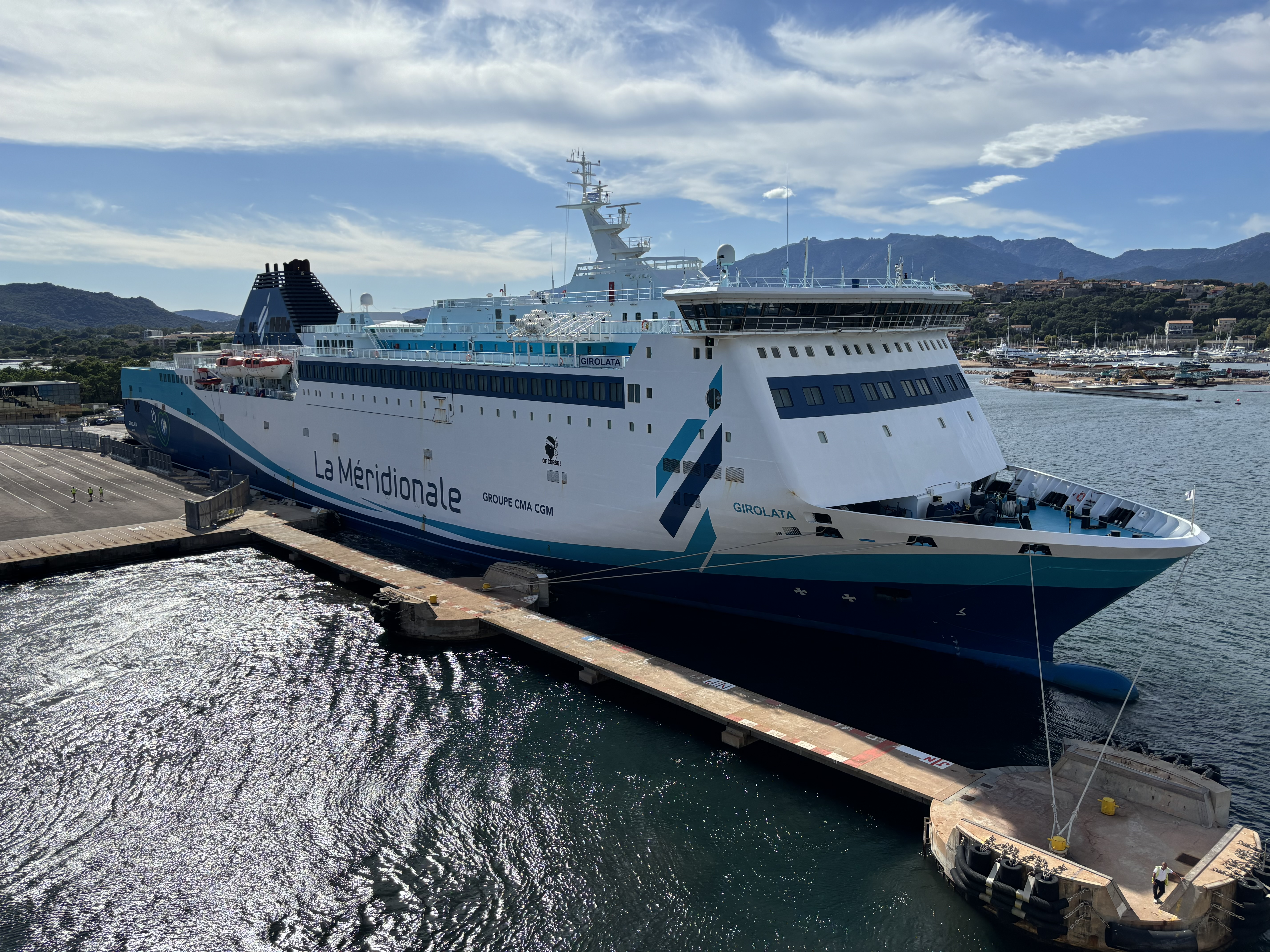
Le Girolata, paré des nouvelles couleurs de La Méridionale, à Porto-Vecchio en septembre 2024.

Lorsque son affrètement prend fin au mois d'octobre, le navire est restitué à La Méridionale. Sans affectation sur les lignes de la Corse depuis l'éviction de la compagnie de la DSP, il est annoncé que le Girolata sera affecté au début du mois de novembre à une nouvelle liaison reliant Marseille à Tanger.
Repoussée en raison de la recrudescence de l'épidémie de Covid-19, l'ouverture de la ligne a finalement lieue en décembre. Le Girolata inaugure les rotations avec le Maroc le 3 décembre et effectue sa première traversée commerciale à destination de Tanger. Prévu la veille, le départ aura toutefois été retardé en raison de longues mesures sanitaires ainsi que du mauvais temps. Le navire atteint le port de Tanger Med le 5 décembre à 8h00. 
Le contexte de la crise sanitaire et les restrictions en découlant auront cependant des répercussions négatives sur cette nouvelle ligne internationale, notamment en raison d'une suspension du trafic passager par les autorités marocaines jusqu'au 15 juin 2021. Ainsi, malgré un bon taux de remplissage, la ligne Marseille - Tanger peine à être rentabilisée. Le Girolata assure toutefois les rotations entre Marseille et le Maroc sans discontinuer jusqu'à la fin du mois de mars 2023, date à laquelle La Méridionale décide de le transférer sur les lignes entre Marseille et la Corse et de le remplacer par le Pelagos sur la desserte du Maroc. Le navire est alors affecté à la ligne Marseille - Porto-Vecchio en remplacement du Kalliste dans le cadre de la nouvelle DSP effective depuis le 1er février.

## Aménagements
Le Girolata possède 10 ponts. Si le navire s'étend en réalité sur 12 ponts, deux d'entre eux sont inexistants au niveau des garages pour permettre au navire de transporter du fret. Les locaux des passagers se situent sur les ponts 6 et 5 tandis que ceux de l'équipage occupent le pont 7. Les ponts 3 et 4 abritent quant à eux les garages.

### Locaux communs
À l'origine conçu pour de longues traversées, le Girolata possède un grand nombre d'installations d'une qualité peu commune pour un navire mixte à l'époque. Parmi ces installations, toutes situées sur le pont 6, se trouvent le bar-salon Alta Rocca situé au milieu du navire, le restaurant Mare e Monti situé à la proue du côté bâbord, le self-service la Parata à tribord ainsi qu'un bar extérieur à la poupe. Le navire dispose également d'une petite salle de cinéma située à la poupe au pont 5. Durant sa carrière sous pavillon grec, une piscine extérieure était présente à l'arrière sur le pont 6, mais elle sera toutefois supprimée dans les années qui suivront son acquisition par La Méridionale.

### Cabines
Le Girolata dispose de 196 cabines privatives situées majoritairement sur le pont 5 vers l'avant du navire, cependant, certaines sont situées sur le pont 4. Internes ou externes, elles peuvent loger jusqu'à quatre personnes et sont toutes pourvues de sanitaires complets comprenant douche, WC et lavabo. Le navire possède par ailleurs deux petits salons de fauteuils pullman sur le pont 6 pour un total de 50 places.

## Caractéristiques
Le Girolata mesure 177,30 mètres de long pour 27 mètres de large, son tirant d'eau est de 6,60 mètres et sa jauge brute est de 28 417 UMS. Le navire pouvait à l'origine embarquer 1 500 passagers avant que la capacité ne soit ramenée à 816 en 2002. Il possède un garage de 1 973 mètres linéaires de roll, soit une capacité de 140 remorques, pouvant également contenir 200 véhicules et accessible par deux portes-rampes arrières. Le navire possédait à l'origine une porte-rampe avant qui a été condamnée au début des années 2000. Le Girolata est mû par quatre moteurs diesel MAN-B&W 8L48/60 développant une capacité de 31 200 kW entraînant deux hélices à pas variable faisant filer le bâtiment à plus de 23 nœuds. Le navire mixte est aussi doté de deux propulseurs d’étrave et un stabilisateur anti-roulis à deux ailerons rétractables. Il est pourvu de deux embarcations de sauvetages fermées de grande taille, complétées par deux embarcations de taille moyenne, une embarcation semi-rigide ainsi que de nombreux radeaux pneumatiques.

## Lignes desservies
Pour le compte de Minoan Lines, le navire effectuait les lignes entre la Grèce et l'Italie sur la route Patras - Ancône de 1995 à 1998, puis sur Patras - Igoumenítsa - Corfou - Venise de 1998 à 2001.
Pour La Méridionale, à partir de 2002, le Girolata est affecté aux lignes de la délégation de service public (DSP) entre Marseille et la Corse. Principalement affecté à la desserte d'Ajaccio en traversée de nuit, il touchait parfois les ports de Bastia ou de Propriano.
Entre janvier et octobre 2020, en raison de l'éviction partielle de La Méridionale de la DSP, le Girolata a navigué entre l'Italie continentale et la Sicile depuis Civitavecchia vers Palerme ou Termini Imerese sous affrètement par la compagnie italienne Grandi Navi Veloci.
De décembre 2020 à mars 2023, le navire était affecté à la liaison internationale de La Méridionale entre la France et le Maroc sur la ligne Marseille - Tanger. Depuis fin mars 2023, il est de nouveau exploité sur la Corse entre Marseille et Porto-Vecchio.